# Милсборо (Делавэр)
Милсборо (англ. Millsboro) — город в округе Сассекс в штате Делавэр США. По данным переписи 2020 года, численность населения составляла 6863 человека.

## Население
| 2010 | 2013  | 2020  |
| ---- | ----- | ----- |
| 3877 | ↗4060 | ↗6863 |